# أدولف دانزيغر دي كاسترو
أدولف دانزيغر دي كاسترو (بالإنجليزية: Adolphe Danziger De Castro)‏ هو صحفي ومحامي أمريكي، ولد في 6 نوفمبر 1859، وتوفي في 4 مارس 1959.

## روابط خارجية
- أدولف دانزيغر دي كاسترو على موقع ميوزك برينز (الإنجليزية)